# Stypommisa rubrithorax
Stypommisa rubrithorax är en tvåvingeart som först beskrevs av Macquart 1838.  Stypommisa rubrithorax ingår i släktet Stypommisa och familjen bromsar. Inga underarter finns listade i Catalogue of Life.